# Griswoldia urbensis
Griswoldia urbensis är en spindelart som först beskrevs av Lawrence 1942.  Griswoldia urbensis ingår i släktet Griswoldia och familjen Zoropsidae. Inga underarter finns listade i Catalogue of Life.